# André Niederlender
André Niederlender (Paris, 15 de Outubro de 1890 - 18 de Julho de 1959) foi um arqueólogo francês.

## Biografia
O seu pai, originário da Alsácia, chegou a Quercy após a guerra de 1870. Após vários dias em Tonkin, este torna-se proprietário do hotel da estação ferroviária em Rocamadour.
André Niederlender nasceu a 15 de Outubro de 1890 a Paris no 6º arrondissement de Paris. Cresceu em Rocamadour perto da estação, em contacto com numerosos peregrinos. O seu pai acolhe e torna-se amigo de Édouard-Alfred Martel, que estuda a região natural de Causse de Gramat. O grande explorador torna-se amigo de André quando este ainda é criança, acende a sua curiosidade pelas ciências naturais e faz com que participe nas suas excursões.
André Niederlender começa a estudar a Pré-história em 1906 sob a supervisão e os conselhos de Armand Viré. Torna-se depois proprietário do hotel dos viajantes em Rocamadour-estação e encontra os pré-historiadores da época tais como Henri Breuil. De 1909 a 1913, pesquisa a entrada da caverna de Linars no vale de Alzou, com Amédée Lemozi. Na gruta do Cuzoul, com Raymond Lacam, descobre e estuda um esqueleto batizado de "homem de Gramat". Em 1925, com Martel, inicia a pesquisa da caverna de Roucadour. Trabalha com numerosos prehistoriadores (Bergougnoux, Lacam, Bernard, Jarige, Morin) e redige numerosas notas enviadas a Jean Arnal, que os publicaria.
Em 1920, estuda as grutas de Merveilles, com Amédée Lemozi.
Faleceu de doença a 18 de Julho de 1959.

## Obras e publicações
- Armand Viré, Fouilles de Mr André Niederlender dans les dolmens et tumulus de la gare de Rocamadour, Monnoyer, 1910.

- André Niderlender, Armand Viré, « Un crâne de Magdalénien finissant à l'abri Murat, commune de Rocamadour », Bulletin de la Société Préhistorique de France, 28 de Maio de 1925.

- Armand Viré, « L'outillage de la sépulture de l'abri Murat à Rocamadour », Bulletin de la Société Préhistorique de France, 1929.

- André Niderlender, Raymond Lacam et Jean Arnal, Le Gisement Néolithique de Roucadour (Thémines -Lot), IIIe supplément à Gallia Préhistoire, CNRS, 1966.